# پروکسی‌باربیتال
پروکسی‌باربیتال (انگلیسی: Proxibarbital) یک مشتق باربیتورات است که خاصیت ضد اضطرابی دارد و برخلاف بیشتر باربیتورات‌ها، تقریباً بدون اثر خواب‌آوری است. همچنین در درمان سردردهای میگرنی کاربرد دارد.
والوفان در بدن به پروکسی‌باربیتال تبدیل می‌شود.